# Forcipiger longirostris
Forcipiger longirostris, trong tiếng Việt được gọi là cá bướm mõm dài, là một loài cá biển thuộc chi Forcipiger trong Họ Cá bướm. Loài này được mô tả lần đầu tiên vào năm 1782.

## Từ nguyên
Từ định danh longirostris được ghép bởi hai âm tiết trong tiếng Latinh: longus ("dài") và rostris ("mõm"), hàm ý đề cập đến phần mõm rất dài và mảnh của loài cá này.

## Phạm vi phân bố và môi trường sống
F. longirostris xuất hiện rộng rãi ở khu vực Ấn Độ Dương - Thái Bình Dương. Từ Socotra dọc theo bờ biển Đông Phi, F. longirostris được phân bố trải dài về phía đông đến hầu hết các đảo quốc thuộc châu Đại Dương (bao gồm cả quần đảo Hawaii), xa nhất ở phía nam là đến Úc, Nouvelle-Calédonie và quần đảo Australes, giới hạn phía bắc đến quần đảo Ryukyu và quần đảo Ogasawara (Nhật Bản).
Ở Việt Nam, F. longirostris được ghi nhận tại cù lao Chàm (Quảng Nam); bờ biển Ninh Thuận; đảo đá ngoài khơi Bình Thuận; quần đảo Hoàng Sa và quần đảo Trường Sa. F. longirostris được xếp vào danh sách Loài có nguy cơ tuyệt chủng lớn (VU) ở Việt Nam.
F. longirostris sống tập trung trên sườn dốc của các rạn viền bờ ở độ sâu lên đến ít nhất là 200 m.

## Mô tả

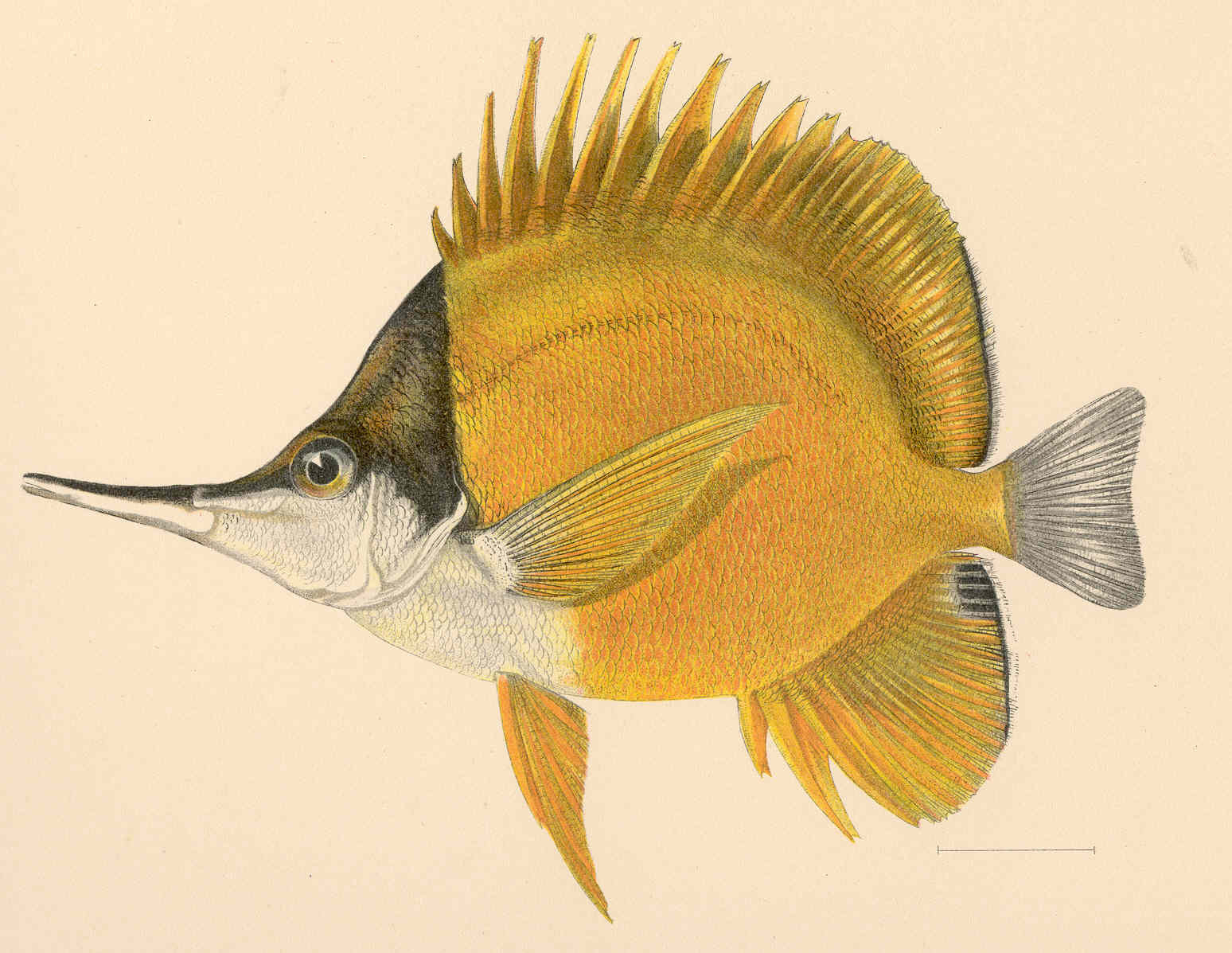
Tranh minh họa F. longirostris

F. longirostris có chiều dài cơ thể lớn nhất được ghi nhận là 22 cm. Loài cá bướm này đặc biệt có phần mõm rất dài, dài hơn đáng kể so với Forcipiger flavissimus. Miệng gần như khép lại hoàn toàn, không hở như F. flavissimus. Thân có màu vàng tươi. Nửa trên của đầu và vùng gáy có màu đen, nửa dưới đầu và vùng ngực màu xám trắng. Ngực có nhiều chấm đen li ti, một đặc điểm không thấy ở F. flavissimus. Đốm đen lớn ở cuối vây hậu môn, gần sát gốc vây đuôi. Vây đuôi và vây ngực gần như trong suốt. Vây lưng và vây hậu môn có viền màu xanh lam óng.
Ngoài ra, một đặc điểm ít được để ý đến là mắt của F. longirostris nằm hoàn toàn trong vùng màu đen của đầu, còn F. flavissimus có màu bạc ở nửa dưới mắt. Forcipiger wanai có màu nâu phớt vàng ở thân, dễ dàng phân biệt với hai loài kể trên.
Cả ba loài kể trên đều có thể xuất hiện kiểu hình màu nâu đen bao phủ khắp cơ thể do hắc tố được sản sinh quá mức. Ở F. longirostris, kiểu hình bạch thể cũng có thể xuất hiện ở chúng. Tuy nhiên, những cá thể này không thể duy trì màu trắng/đen trong điều kiện nuôi nhốt mà sẽ trở lại màu vàng trong vòng vài ngày đến vài tuần. Hai danh pháp F. inornatus và F. cyrano được Randall mô tả dựa trên kiểu hình "đen" của F. longirostris.
Số gai ở vây lưng: 11; Số tia vây ở vây lưng: 24–27; Số gai ở vây hậu môn: 3; Số tia vây ở vây hậu môn: 17–20; Số tia vây ở vây ngực: 14–15; Số gai ở vây bụng: 1; Số tia vây ở vây bụng: 5; Số vảy đường bên: 66–75.

## Sinh thái học
Thức ăn của F. longirostris chủ yếu là các loài động vật giáp xác nhỏ. Chúng thường sống thành đôi, đặc biệt là vào thời điểm sinh sản, nhưng cũng có thể sống đơn độc.
Trong lúc cạnh tranh cùng loài, F. longirostris, cũng như F. flavissimus, đều phát ra âm thanh nhờ vào các hoạt động ở cơ sọ và cơ ngực.

## Thương mại
Trái với loài chị em của nó, F. longirostris hầu như không được xuất khẩu trong hoạt động buôn bán cá cảnh do loài này ít được nhìn thấy trong tự nhiên hơn so với F. flavissimus.